# Andrea Sansovino
Andrea dal Monte Sansovino ou Andrea Contucci del Monte Sansovino (~1460 à Monte San Savino (Arezzo) - 1529) est un sculpteur et architecte Italien de la Renaissance qui a eu pour élève Francesco da Sangallo.

## Préambule
Les sources sur Andrea Sansovino sont essentiellement tirées des Vies de Vasari, mais les défauts d’informations sur les registres qui font état de la réalisation des Œuvres sont trop nombreux pour que l’on puisse s'assurer d'une biographie précise et exhaustive de l’artiste. Lui sont ici attribuées certaines œuvres par l’assurance de son seul prénom ou par des déductions autant hypothétiques que logiques au regard des activités d’autres de ses artistes contemporains. Parfois même par tradition orale ou habitude langagière, une œuvre est associée au nom de l’artiste le plus connu alors qu’il était courant qu’un artiste élabore une œuvre dont le début de la réalisation incombe à un deuxième et qui soit achevée par un troisième et que tous trois fonctionnent en atelier au sein duquel un quatrième se révèle être un nouveau maître :
Prenons pour exemple le seul revêtement marmoréen de la Santa Casa de Lorette dont la structure a été supervisée entre 1507 et 1509 par Bramante et dont la direction des travaux sont passés de mains en mains jusqu’en 1595. Certaines sculptures internes sont attribuées à Giovanni Battista et Tommaso della Porta, Rafaello da Montelupo, Baccio Bandinelli, Girolamo Lombardi, Francesco da Sangallo, Domenico Aimo, Niccolo’ Tribolo et Andrea Sansovino. Ce qui signifie que l’attribution à un seul artiste est un raccourci nécessaire pour parler plus aisément d'une œuvre mais réducteur et qui efface le plus souvent le concours fondamental d’autres maîtres.
Aussi gageons que les informations données dans cet article s’éloignent le moins possible de ce qui fut la vie et l’œuvre d’Andrea Sansovino en précisant que lorsqu’il est associé à un vaste ouvrage, il est préférable de comprendre qu’il y a participé. Pour reprendre l’exemple de la Santa Casa, Sansovino y fut déclaré architetto della Fabrica en 1517, payé 630 Florins pour trois sculpteurs (Domenico Aimo da Bologna, Lucio Bandinelli et lui-même, Andrea Sansovino).
Et qu’à titre de conclusion à ce préambule, il s’agit davantage à travers cet artiste de saisir le mouvement général et l’évolution d’un style d’œuvres sur un territoire déterminé plutôt qu’une association de type narcissique d’un artiste unique à une oeuvre unique où les jeux d’attributions varient en fonction des modes et des idéologies du moment.

## Biographie
Sculpteur et architecte italien, formé dans la Bottega d'Antonio Pollaiolo, Andrea Sansovino se rend en 1504 à Rome, où il érige à Santa Maria del Popolo les tombeaux d'Ascanio Sforza (1505) et de Girolamo Basso (1507), dans un style florentin amplifié par les statues des niches et le couronnement.

### Florence
En 1489, à Florence, l’autel du Saint-Sacrement lui fut confié, à peine à vingt-deux ans, pour l’église du Santo Spirito qu’il exécuta pour la famille Corbinelli.

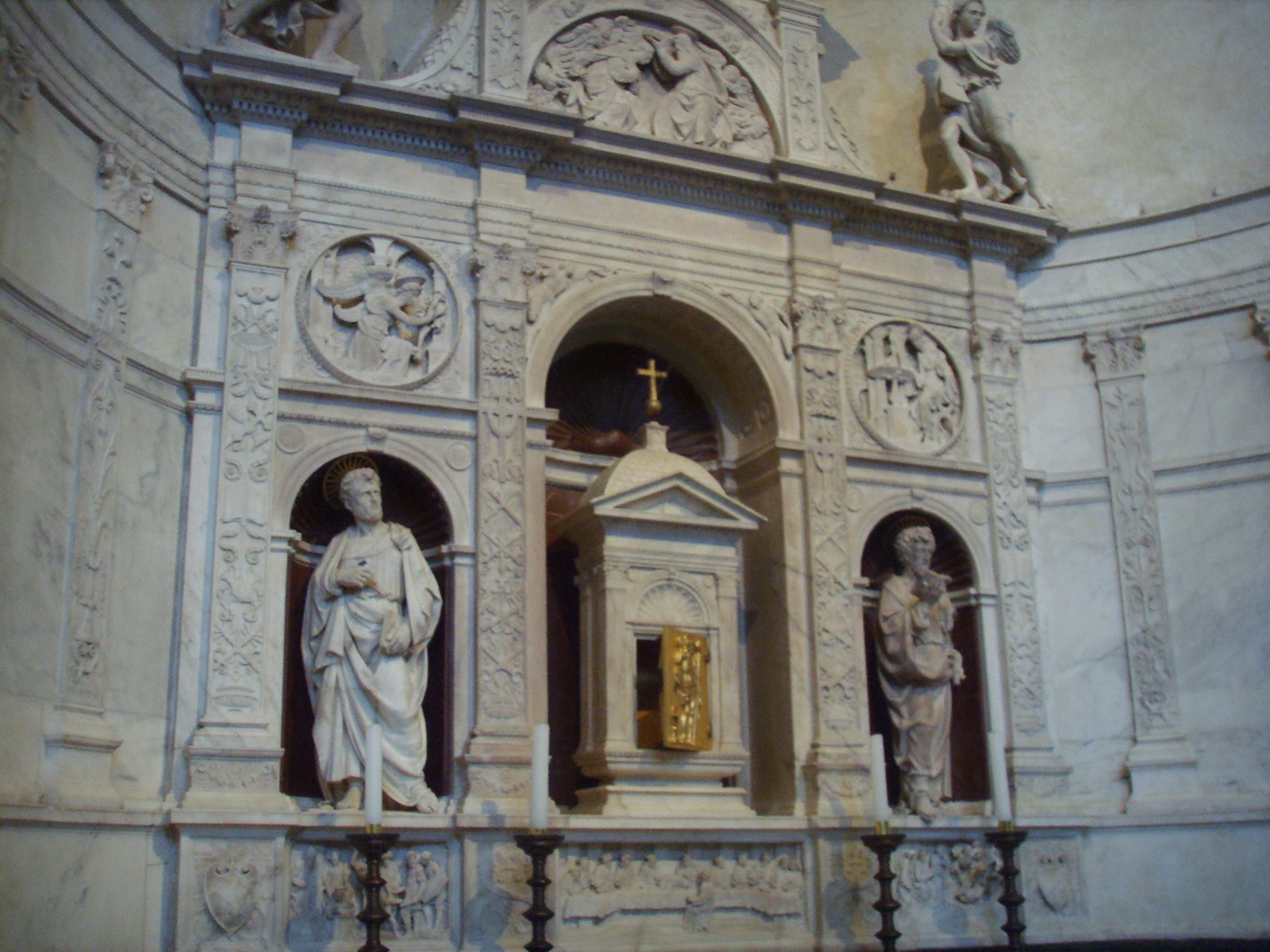
Autel du saint Sacrement, église Santo Spirito, 1490. Florence

Cette œuvre lui valut une reconnaissance telle qu’il fut choisi par la cour Médicis comme sculpteur et architecte au Portugal. En effet, le roi Jean II avait sollicité la république de Florence pour la mise à disposition d'artistes de ce nouveau courant.

### Lisbonne, Coimbra et Tolède (1492 - 1501)
Le 9 décembre 1492, huit mois après la mort de son mentor Laurent le Magnifique  il arriva à la cour du Portugal à Lisbonne et y séjourna jusqu’en 1501. Il y réalisa au moins deux madones (Museu Nacional de Arte Antiga de Lisbonne) et la porte de la cathédrale de Coimbra (Puerta Especiosa). Au cours de ces neuf années, les informations sur son travail demeurent parcellaires. L’on sait qu’il intervînt à Bélem et à Sintra, qu’il travailla également en Espagne au monument funéraire du Cardinal Mendoza dans la cathédrale Sainte-Marie de Tolède, œuvre qui fut considérée alors comme scandaleuse pour l’esprit gothique encore en vigueur à l’époque, mais qui devint quelque temps plus tard une référence du genre.

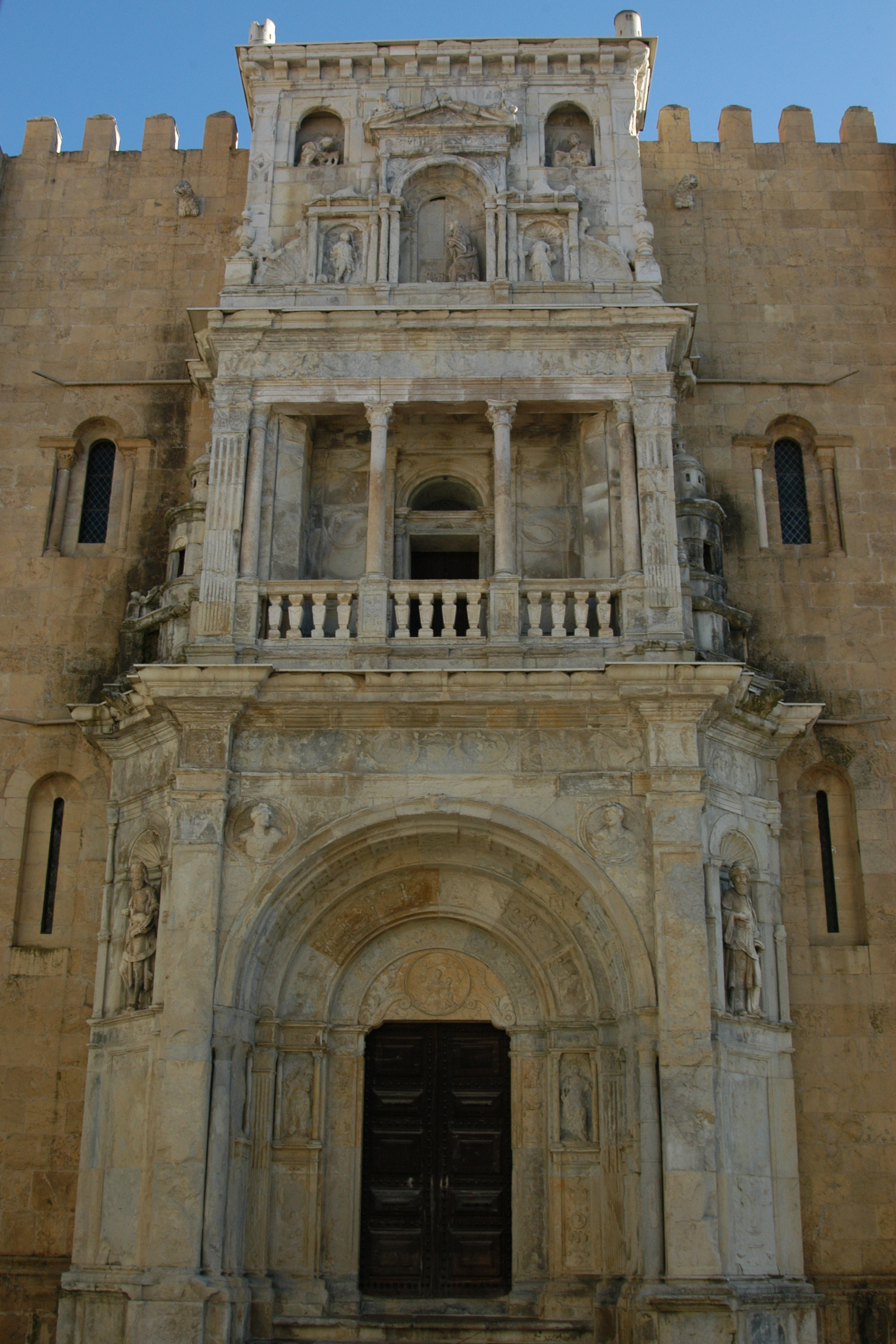
Puerta Especiosa de Coimbra
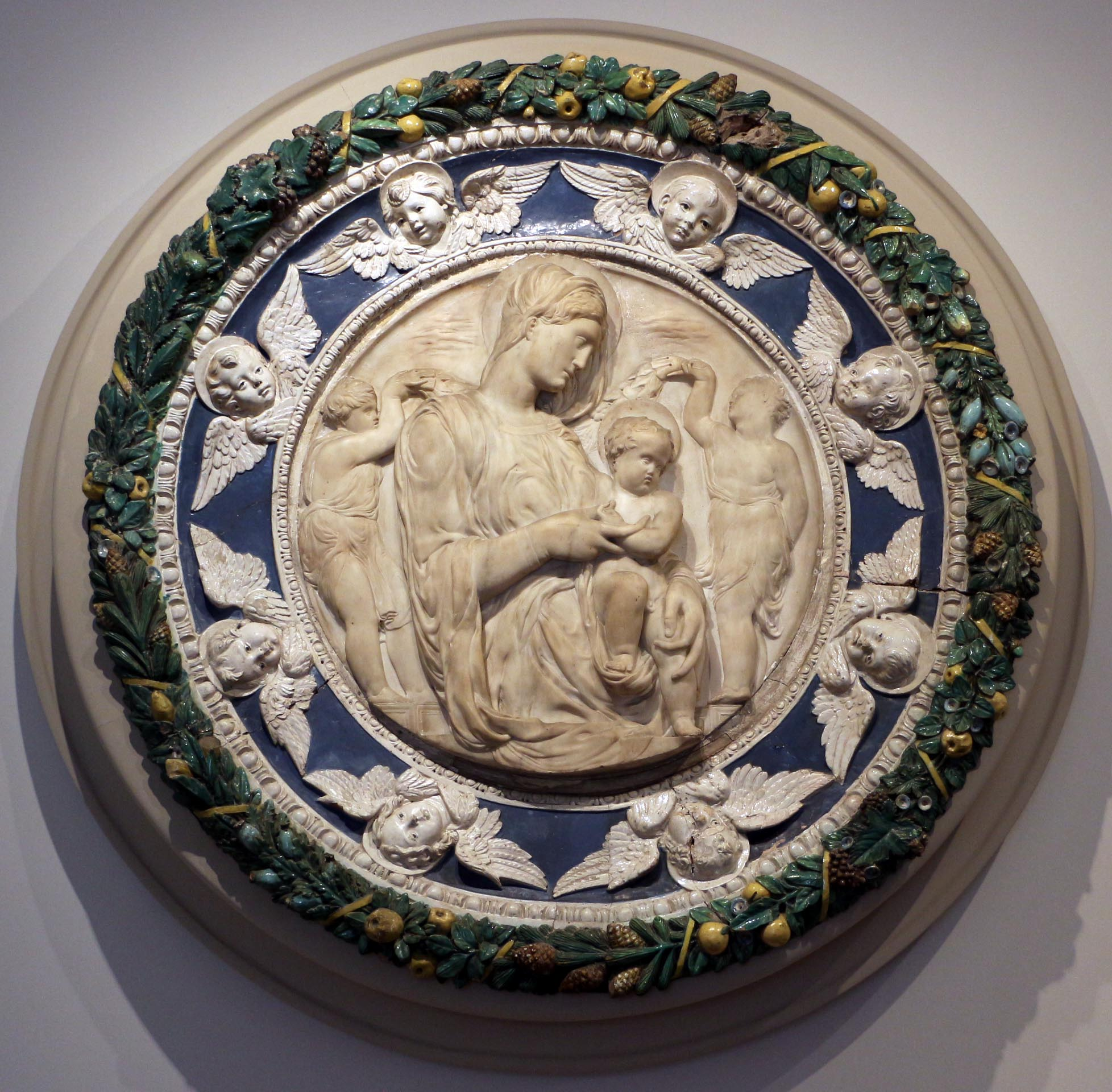
Madone à l’Enfant, Andrea Sansovino, entre 1490 et 1515 Museu nacional de arte antiga, Lisbonne
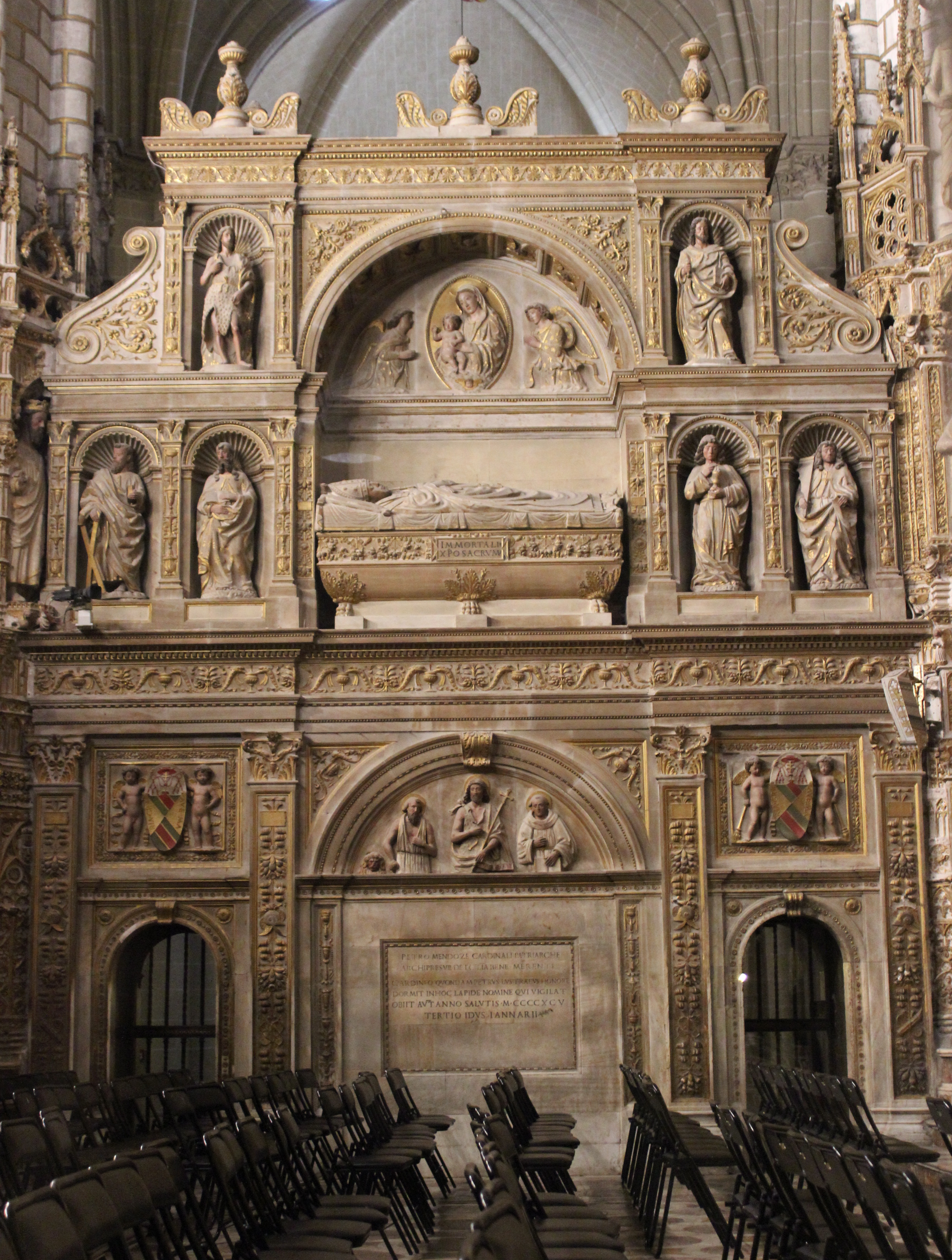
Monument funéraire du cardinal Mendoza, Cathédrale Santa Maria de Tolède

### Retour à Florence (1501 - 1504)
La première œuvre réalisée dès son retour à Florence sont les fonts baptismaux du baptistère de Volterra (1502). Suivent une Madone et un Baptiste dans la chapelle Saint-Jean-Baptiste de la Cathédrale San Lorenzo de Gênes (1503), deux statues où l’on trouve déjà des caractères typiques de son style, comme les formes larges et arrondies et les draps simplifiés. Les deux statues portent sa signature « Sansuvinus » , ce qui témoignage de la nouvelle conscience que l’artiste de la Renaissance prend de sa valeur et qu’il revendique avec fierté.
À Florence, il fut chargé du chef-d’œuvre qui le plaça au sommet de la sculpture florentine : le Baptême du Christ, qui fut placé à la porte du Paradis au baptistère, la porte principale devant le duomo de santa Maria del Fior et qui fut le premier grand monument dans lequel la figure de Jésus dans les eaux du Jourdain fut le prétexte pour montrer la nudité qui représentait la valorisation du corps humain, devenant aussitôt un pivot de la sculpture de la Renaissance, de là peu après la statue du David du jeune Michel-Ange, que le Sansovino, faisant partie de la commission spéciale, contribua à exposer Piazza della Signoria.
Il travailla également à la frise de la ville médicéenne de Poggio A Caiano qui lui fut entièrement attribuée pendant plusieurs décennies et qui est tombée récemment (2020) dans l’escarcelle du médailliste florentin Bertoldo di Giovanni peut-être en raison d'une facture moins raffinée que les sculptures du maître d'Arezzo. Si le consensus est aujourd’hui à laisser Andrea Sansovino sur le bas-côté de la Villa Médicéenne, l’on peut effectivement se demander à quoi il fut employé dans la Villa, il n'est pas exclu qu’Andrea Sansovino en ait exécuté le dessin...

Frise de la Villa de Poggio A Caiano

### Rome (1504 - 1513)
En 1504, il déménage à Rome où il assume des charges prestigieuses comme celle de réaliser la tombe du Cardinal Manzi  en la basilique Santa Maria in Aracoeli (dans un style proche de la sculpture lombarde et en particulier celle d'Andrea Bregno) ou les monuments funéraires des cardinaux Ascanio Sforza et Girolamo Basso Della Rovere (1505-1507) dans le chœur de Santa Maria del Popolo, Arcosolium d’inspiration classique, qui avait déjà été utilisé dans un exemple retentissant en Espagne en 1498.

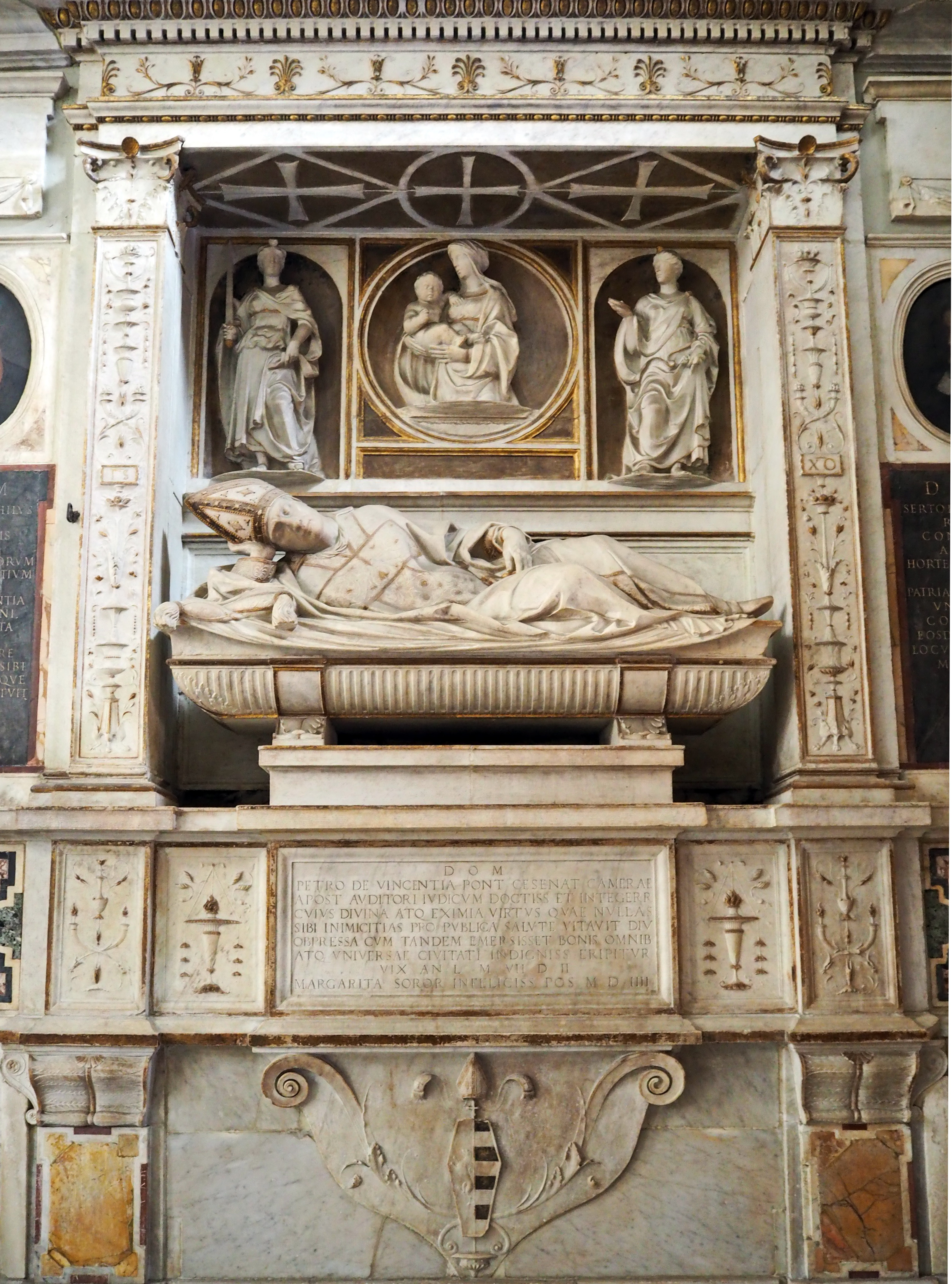
Monument funéraire de Pietro Manzi, basilique Santa Maria in Aracoeli

L’invention de Sansovino consiste en une position du défunt au-dessus du sarcophage, et, abandonnant la rigidité du défunt couché sur le dos, il le dépeint soulevé et posé sur le coude, transformant le monument funéraire de la représentation d’un cadavre en une représentation d’un homme, par répudiation de la plate-forme gothique qui célèbre un mort, en faveur d’une nouvelle conception qui exalte la personne vivante et active. Cela rappelle en effet le sarcophage du Donzell à Siguenza, comme la tombe du Grand Cardinal Mendoza à Tolède.
Au début du transept droit de la basilique Sainte-Marie-du-Trastevere, il a sculpté le monument funéraire du cardinal Pietro Marcellino Corradini.

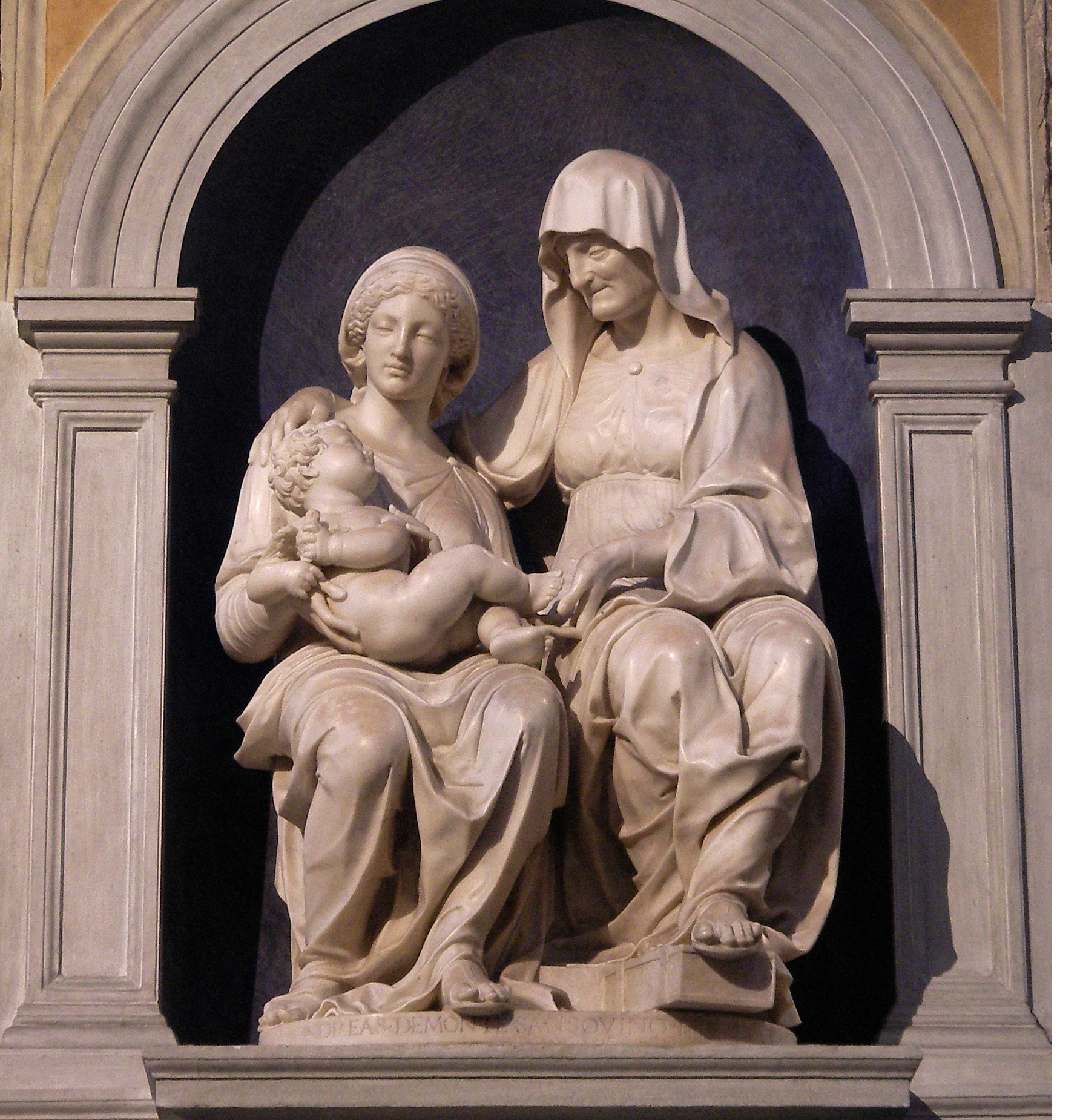
Madone à l’Enfant et sainte Anne d’Andrea Sansovino in basilique sant’Agostino in Campo Marzio

Dans son activité de sculpteur, il semble ignorer les nouveautés titanesques de Michel-Ange, se tournant vers un style plus doux et éthéré, qui semble emprunté davantage aux nuances léonardesques. Même la Vierge à l’Enfant et sainte Anne dans la basilique Saint-Augustin à Rome (1512) semble un hommage à la sainte Anne de Léonard de Vinci réalisée deux ans plus tôt. Mais en réalité, cette œuvre représenta le premier chapitre de l’entente avec Raphaël, qui fut son ami et qui accomplit sur le même pilier qui abritait l’œuvre marmoréenne de Sansovino une fresque avec un puissant prophète Isaïe, en opposition au style de Michel-Ange. Cette interprétation douce et éthérée inspirera les bas-reliefs de la Sainte Maison de Lorette. Cette sculpture a gravé sur le piédestal l’inscription "ANDREAS.DEMONTESANSOVINO FACIEBAT". Il fut sculpté d’un seul bloc de marbre de Paros, et fut objet de recueillement pour les croyants de son époque.
Sa période romaine compte d’autres œuvres dont une série de Madones avec Enfant (Musée national du Bargello à Florence, église de Santa Maria dell’'Anima à la façade de pur style Renaissance italienne avec reportée la date MDXIIII et la Vierge à l’Enfant dans l’architrave de la porte, église de Santa Maria in Porta paradisi à Rome). Probablement de cette même période, une Vierge à l’Enfant à Trequanda, une Annonciation de l’église de la Miséricorde de Lucignano et la source baptismale de la cathédrale de Chiusi.
Une autre œuvre datée 1507 bien connue, mais souvent oubliée dans l’attribution à Andrea sansovino, est l’archange saint Michel de Monte Sant' Angelo commandé par Antonio Maria Ciocchi del Monte (Evêque de Siponto du 6 février 1506 au 30 mai 1511).

### Loreto et les Marches (1514-1527)

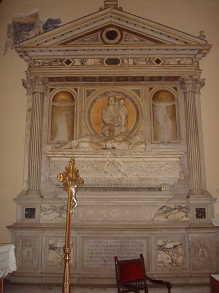
Église Saint-François de Fermo

Dès 1513, il fut engagé dans le grand projet du sanctuaire de Lorette, pour lequel il réalisa les bas-reliefs de l’Annonciation et de l’Adoration des pasteurs et une partie du "Mariage de Marie ». Ces sculptures font partie de ses œuvres les plus réussies, où, sur un fond architectural à effet théâtral, se dressent des figures de grand rendu harmonique et de réalisme.

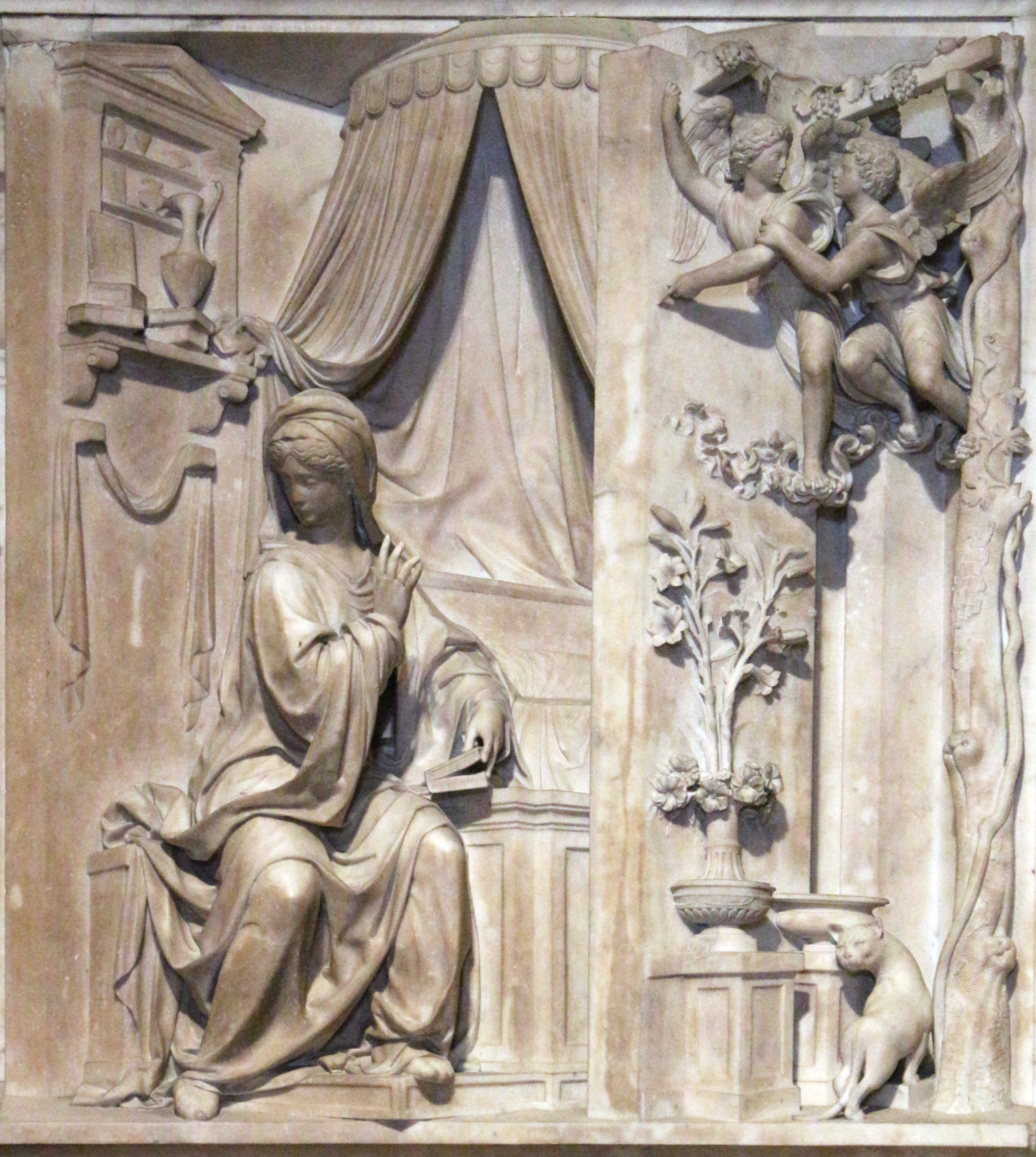
Annonciation de Sansovino à la Santa Casa de Lorette

Ce style sera, jusqu’à Gian Lorenzo Bernini, la principale alternative au monumentalisme du Michel-Ange et sera souvent suivi soit par l’école lombarde soit par la contemporaine école romaine dans certaines œuvres comme les tombes papales des chapelles à Santa Maria Maggiore.
Sa dernière œuvre de sculpteur fut le monument funéraire de Ludovico Offreducci (1527) dans l’église Saint-François à Fermo, dans les Marches méridionales, où le jeune guerrier semble dormir sur son épée.
Dans les dernières années de sa vie, il se consacra surtout à l’architecture en réalisant, par exemple, le cloître de saint Augustin et le portique intérieur de la porte principale de l’église de saint Augustin (1523) à Monte San Savino (les loges des Marchands, attribuables à son dessin, furent réalisées de manière posthume après 1540) ou la cour du Palais de la Signoria à Jesi (1519). Ces interventions en architecture avaient déjà été précédées par la restauration et le portique de la Basilique Santa Maria in domnica à Rome commandé par le futur pape Leon X, (1513) tandis que le projet pour le Palais apostolique de Lorette fut interrompu après un jugement négatif d’Antoine de Sangallo le Jeune. Après le Sac de Rome (1527), il se retira dans son pays natal, honoré et estimé, où il est fait généreux podestat . Il effectuera une statue de saint Roch (protecteur contre la peste) pour l’Église des Saints Quirico e Giulitta à Arezzo.

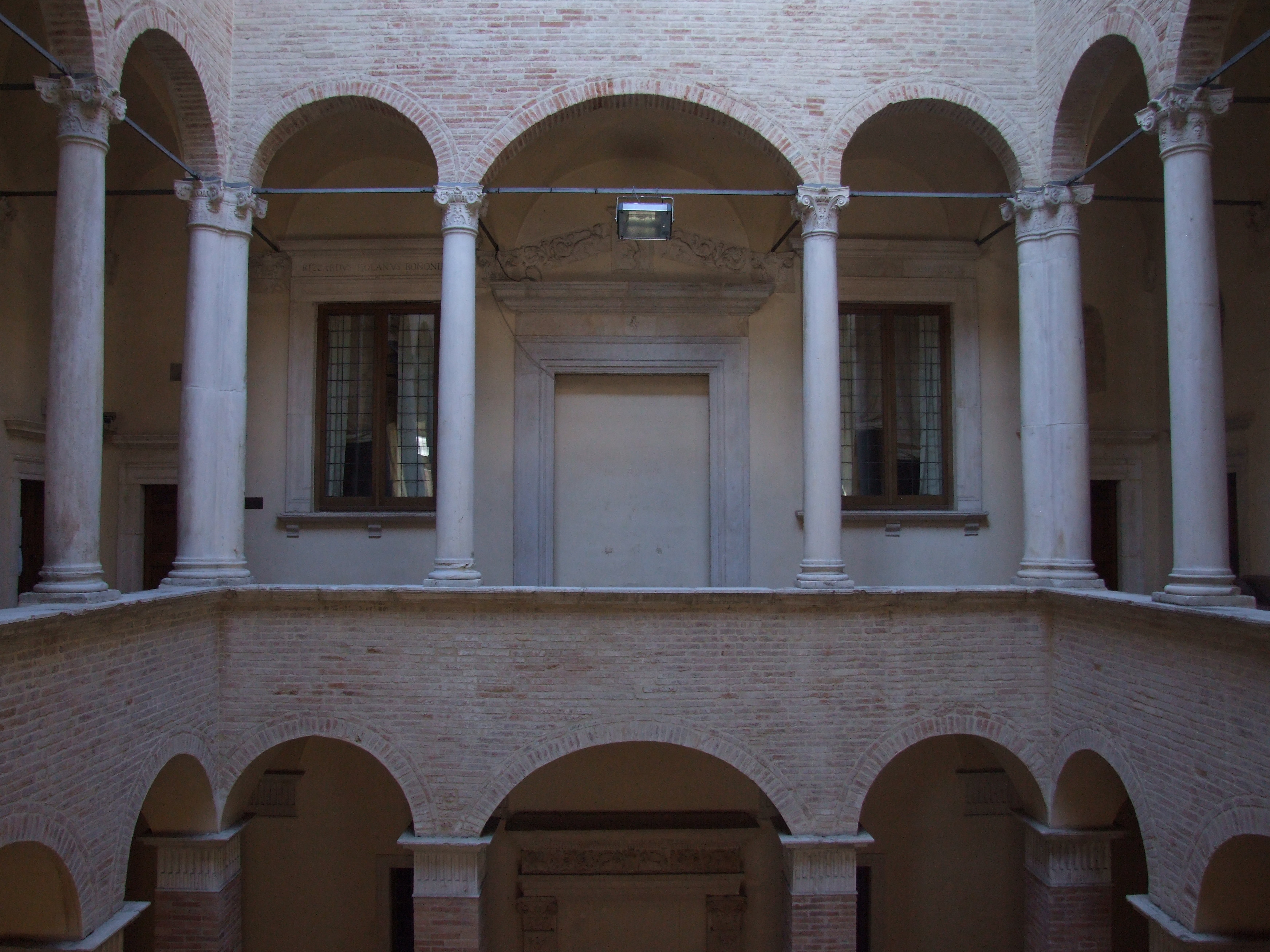
Palais de la Seigneurie de Jesi
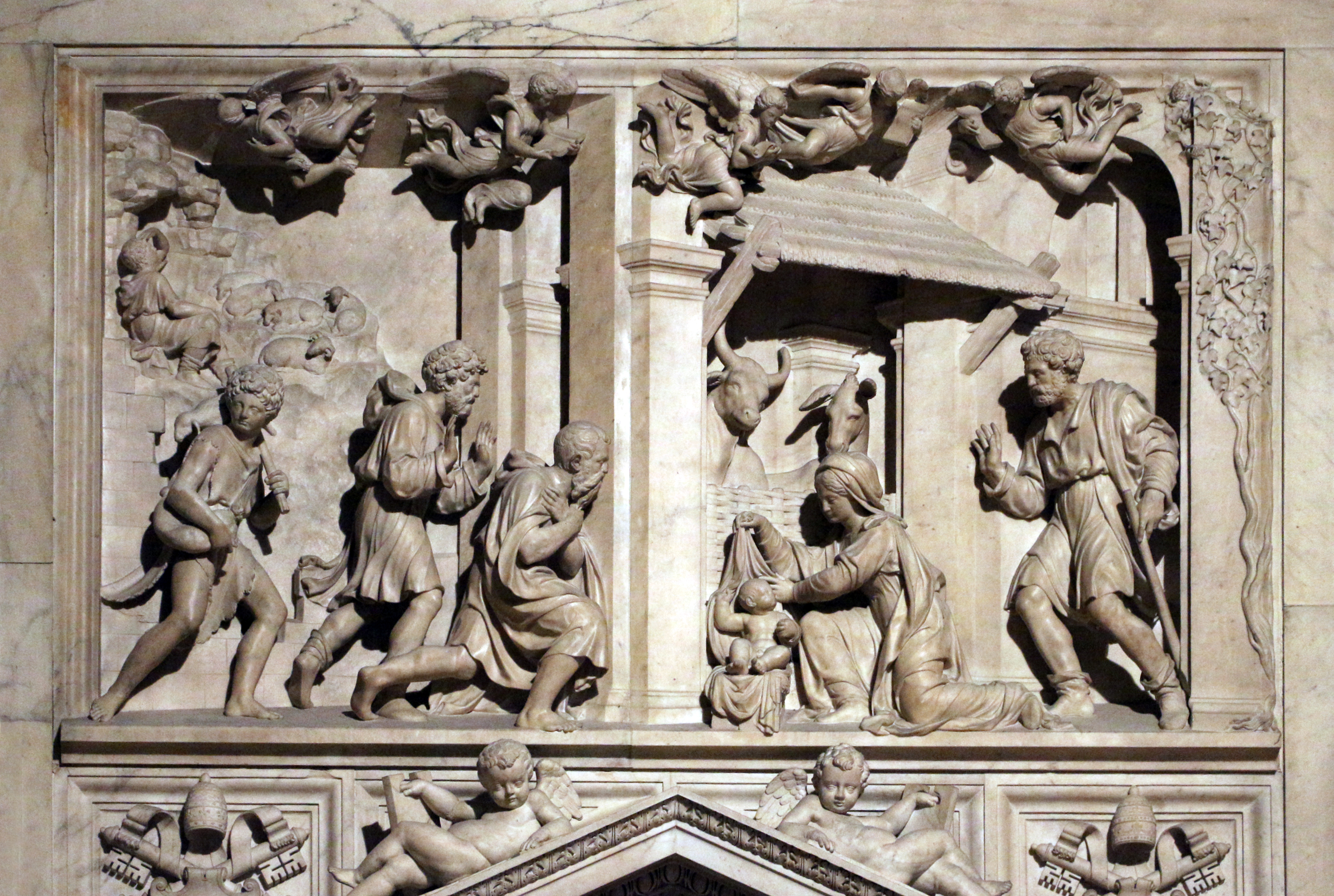
Naissance de Jésus et l'annonce aux pasteurs, détail de la Santa Casa de Lorette
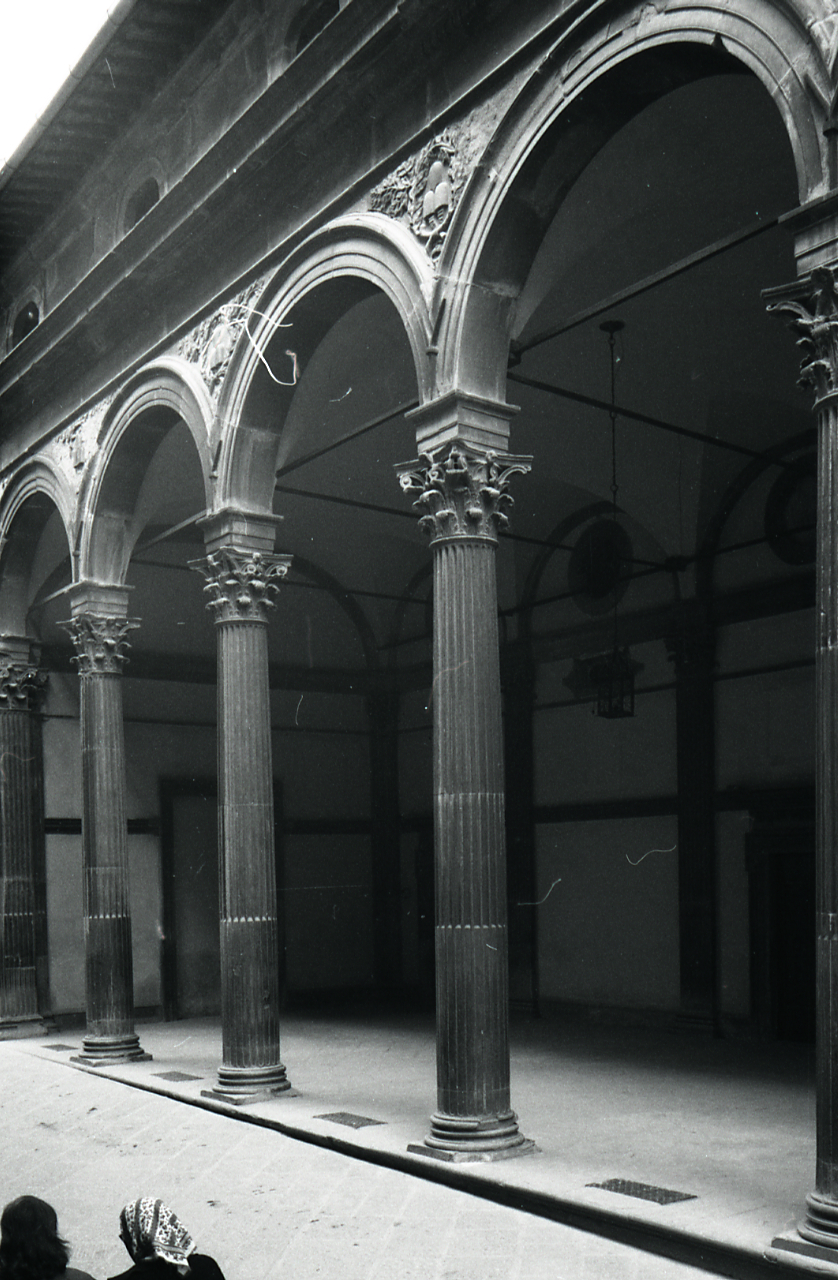
Loge des marchands de Monte San Savino

Il meurt à Monte San Savino entre le 30 mars et le 11 avril 1529.
Une de ses biographies a été insérée par le Vasari dans les Vies. Le sculpteur et architecte Jacopo tatti, son élève, hérita de lui aussi le surnom, s’appelant Jacopo Sansovino.

## Œuvres
- Fonts baptismaux du baptistère de la cathédrale Santa Maria Assunta de Volterra (Toscane).
- Bas-reliefs de La vie de la Vierge (1513), à la Santa Casa de Lorette.
- Restauration de la basilique Santa Maria in Domnica de Rome (vers 1514)
- Baptême du Christ, baptistère Saint-Jean de Florence. Originaux au Museo dell'Opera del Duomo complété par le sculpteur rococo  Innocenzo Spinazzi).

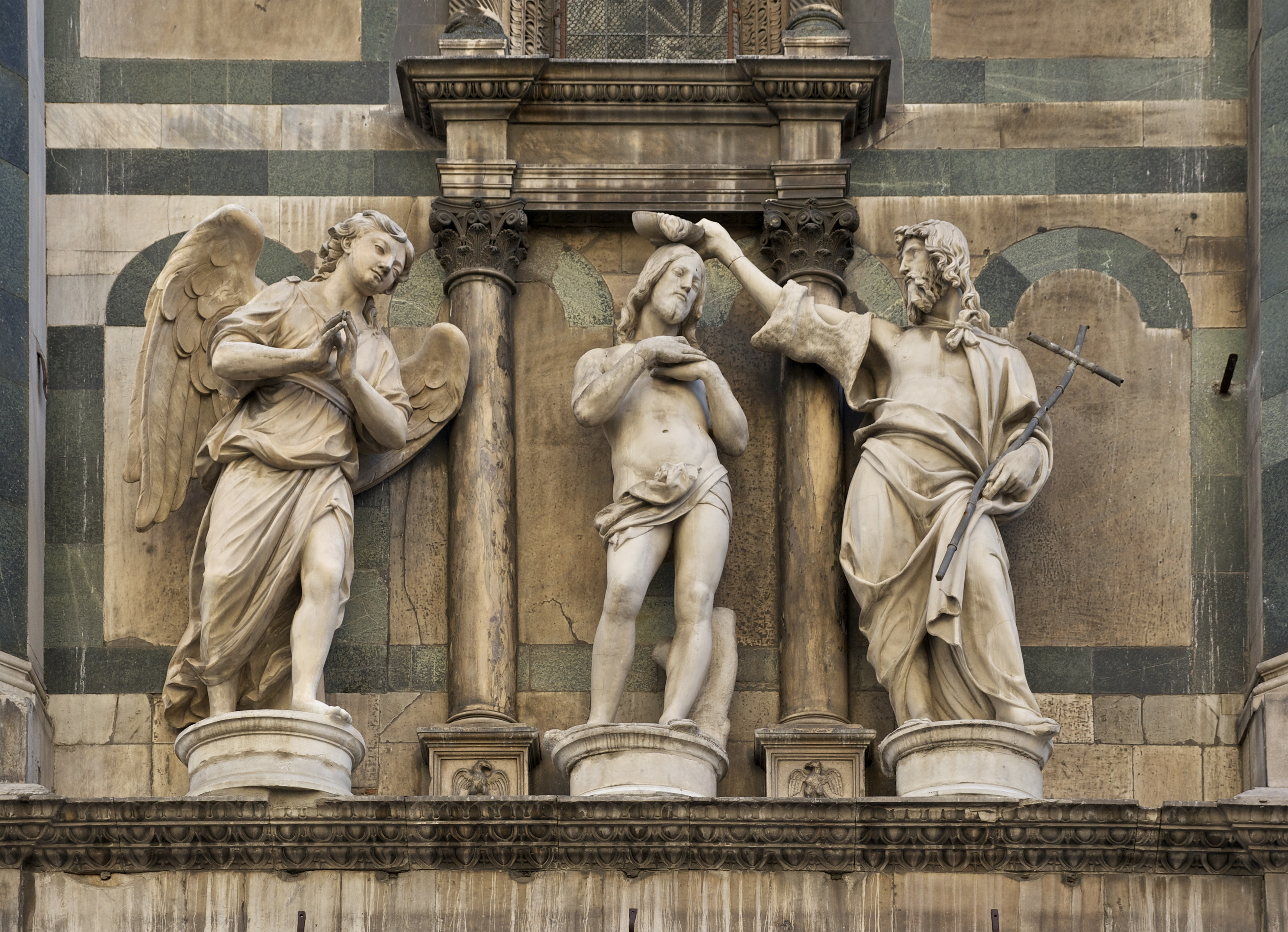
Baptistère de Florence
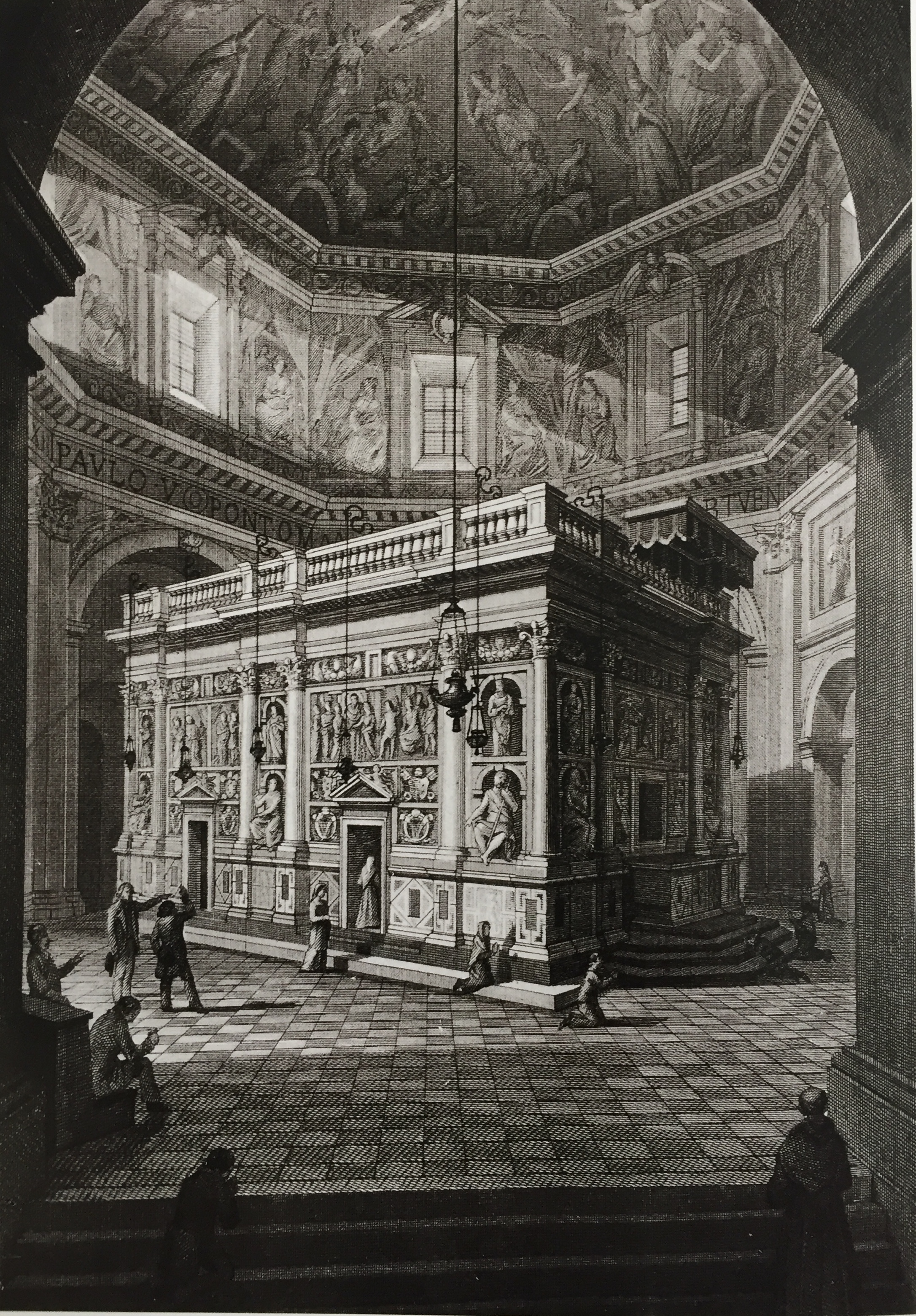
Santa Casa de Lorette
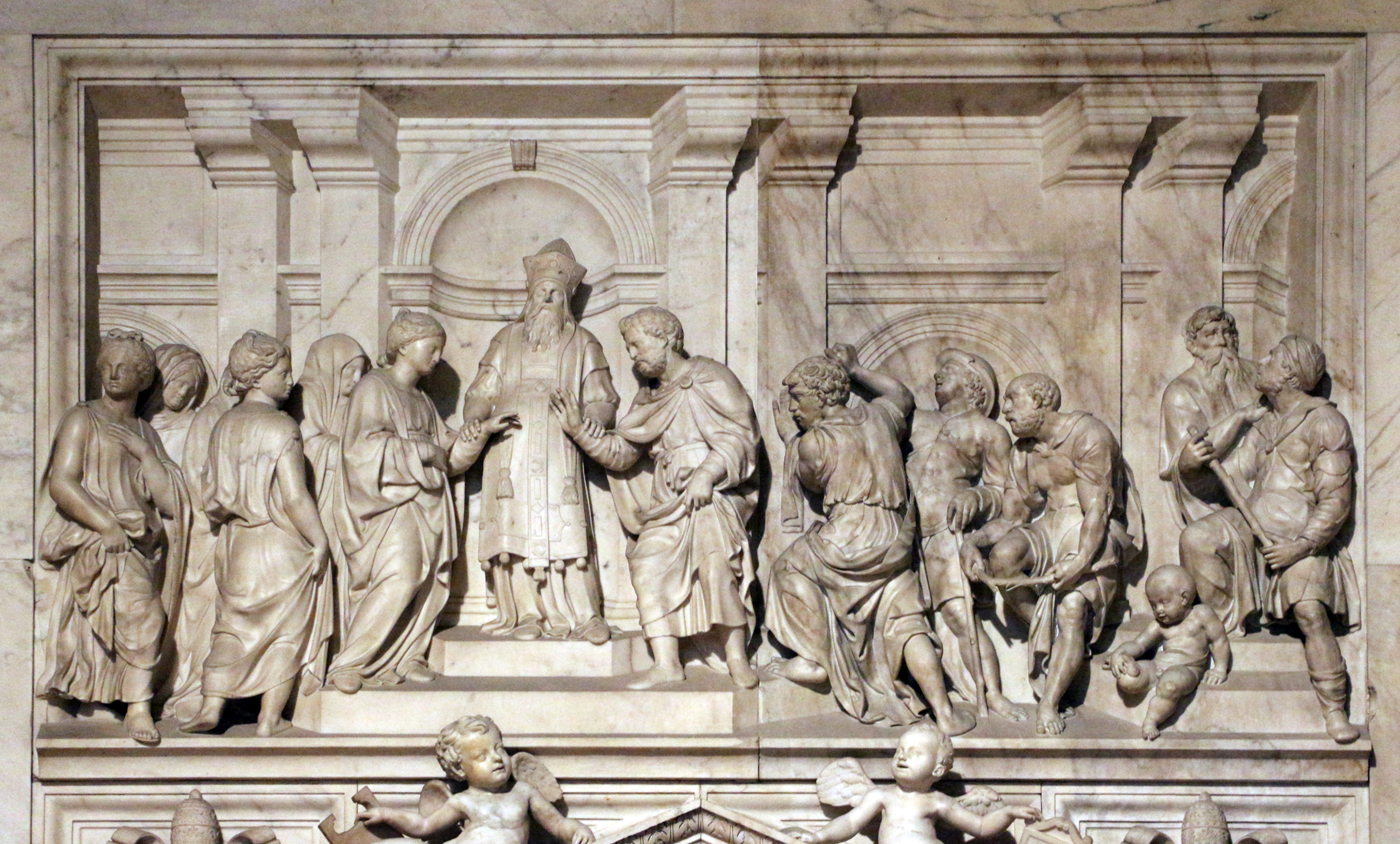
Mariage de la Vierge, détail de la Santa Casa de Lorette
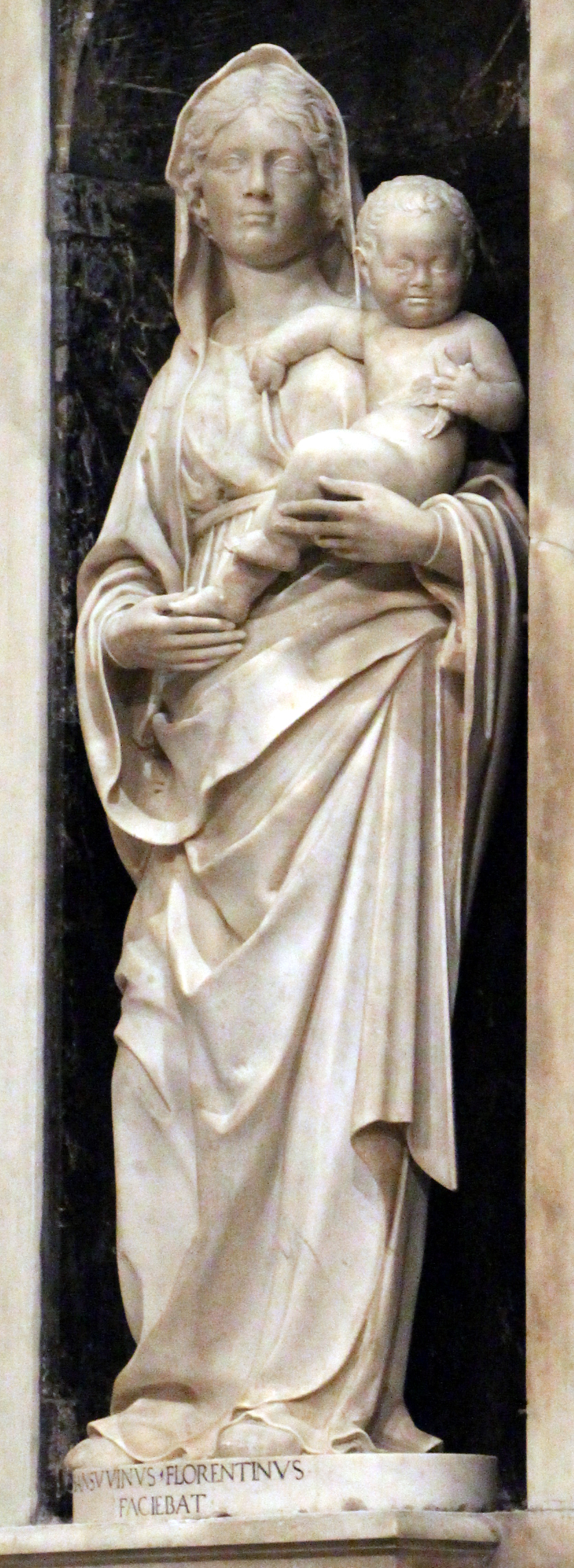
Madone à l’Enfant, 1504, Gênes, Andrea Sansovino
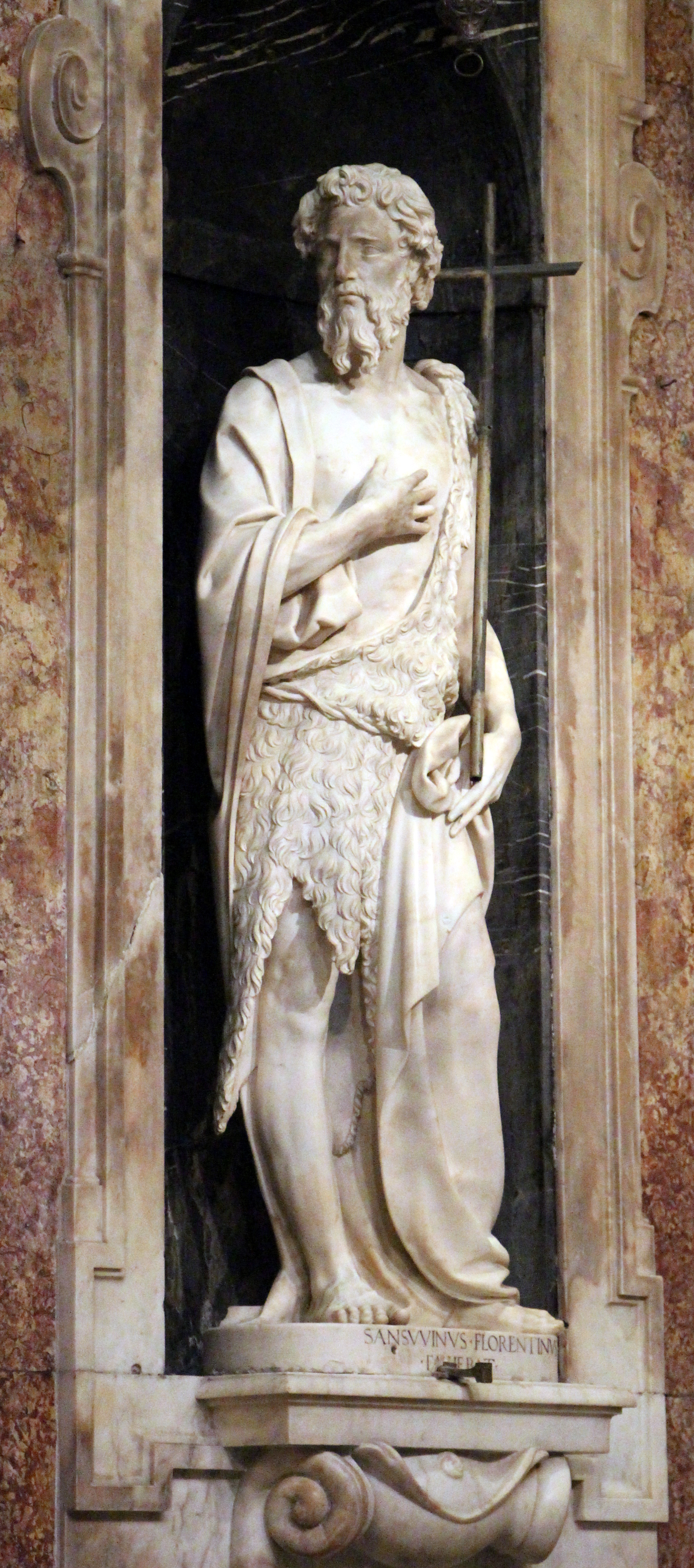
Saint Jean-Baptiste, 1504, Gênes, Andrea Sansovino
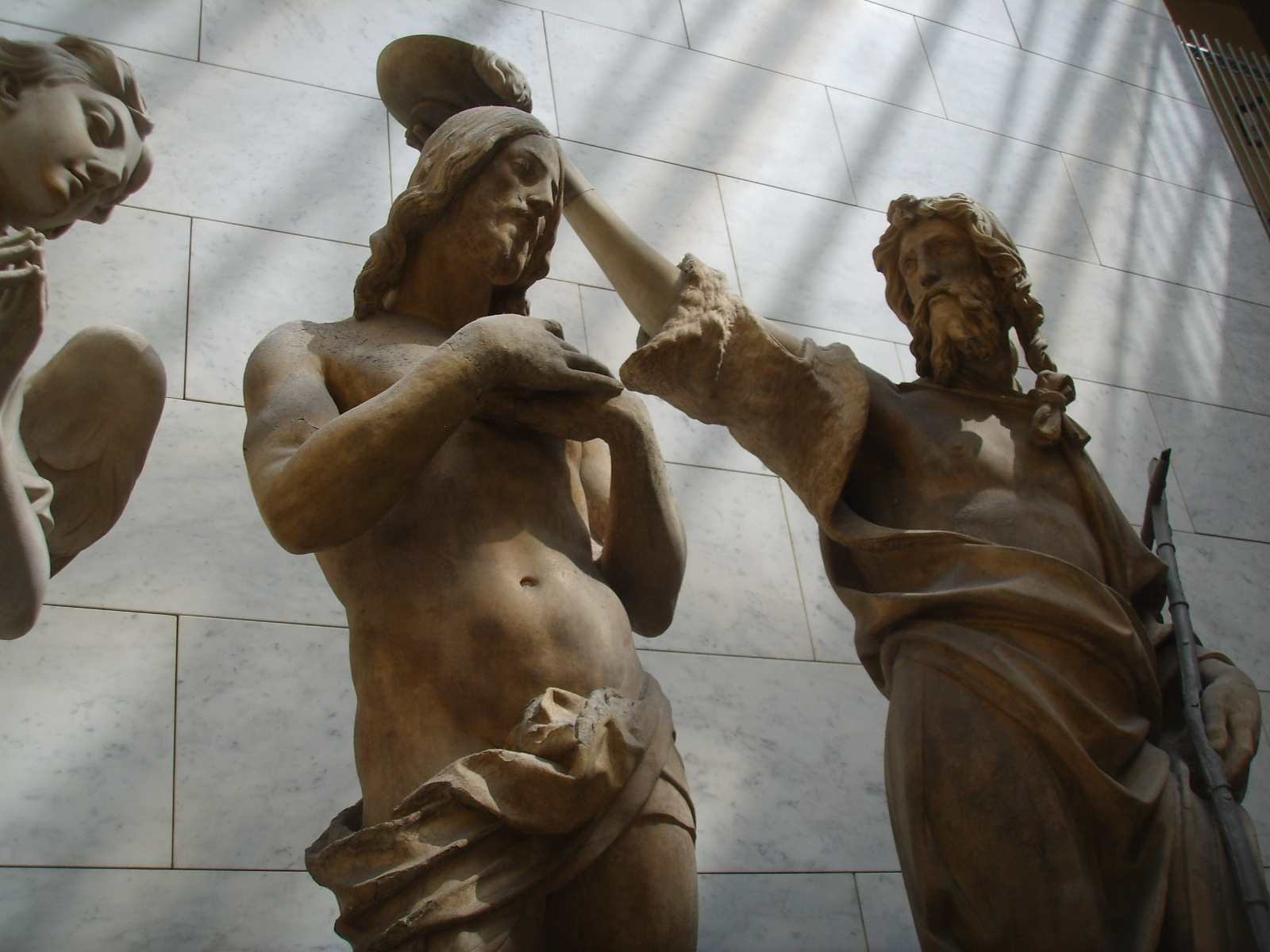
Baptême du Christ, Opera del Duomo, Florence
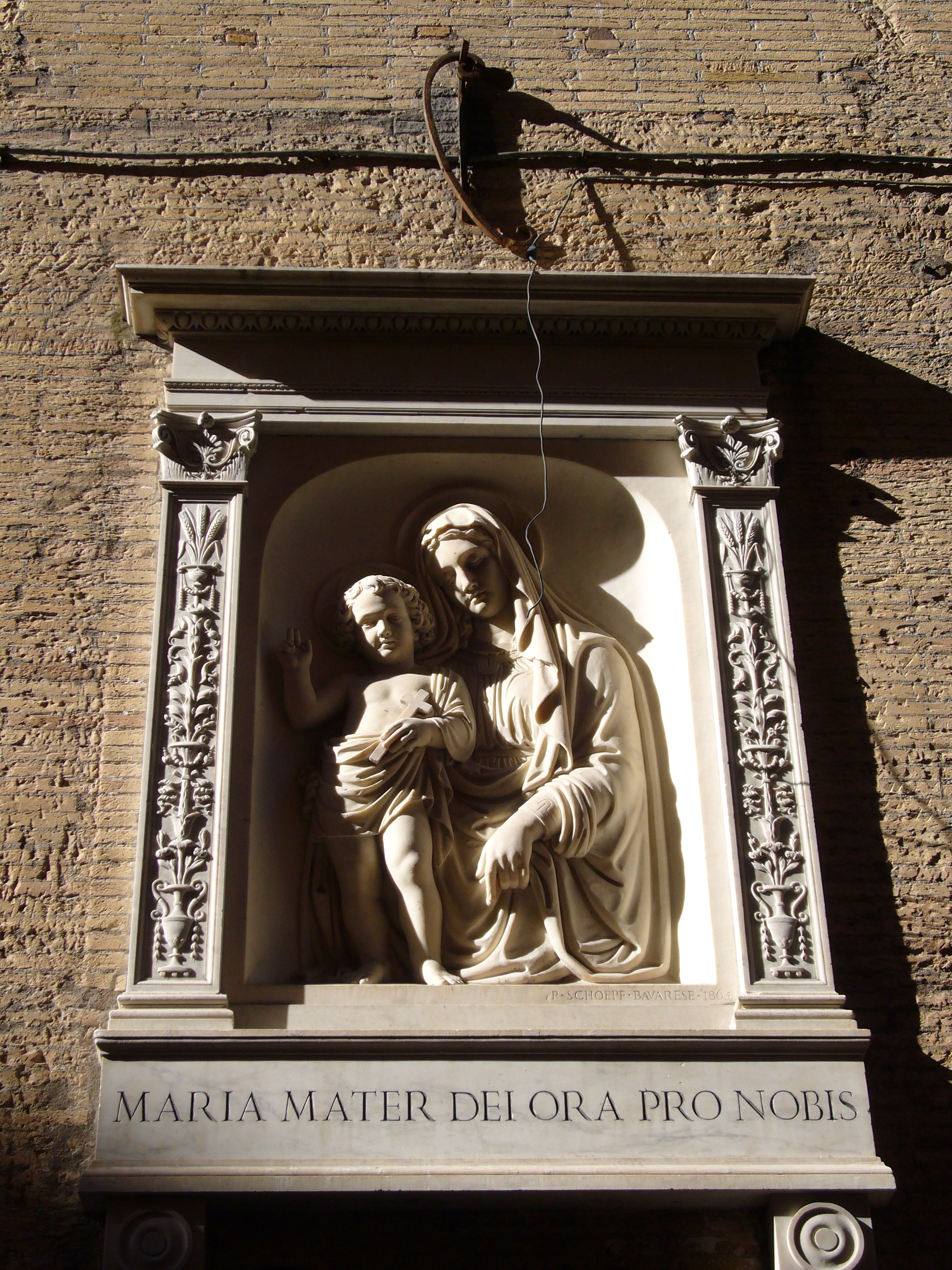
Santa Maria dell’Anima, Florence
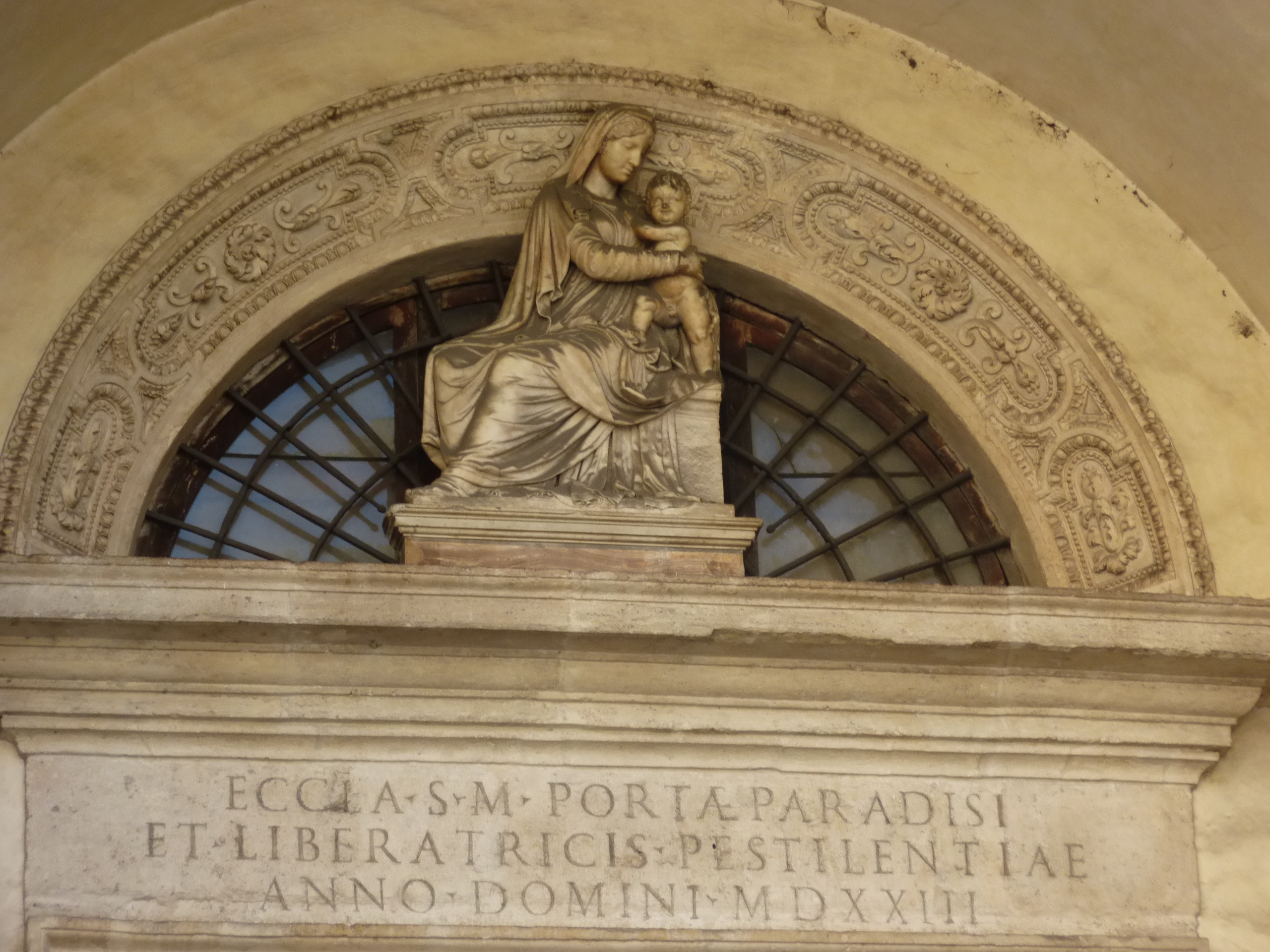
Sainte Marie in Porta paradisi, Rome
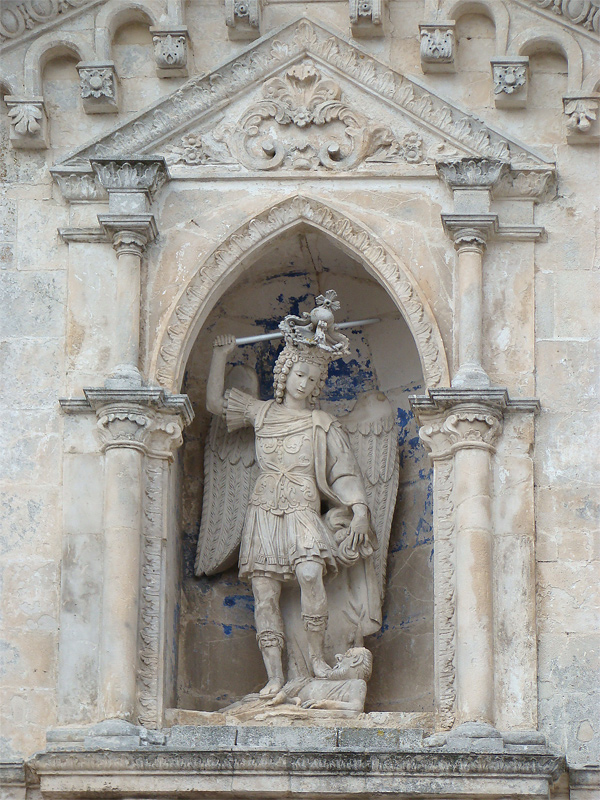
L’Archange saint Michel, Monte sant’Angelo dans les Pouilles
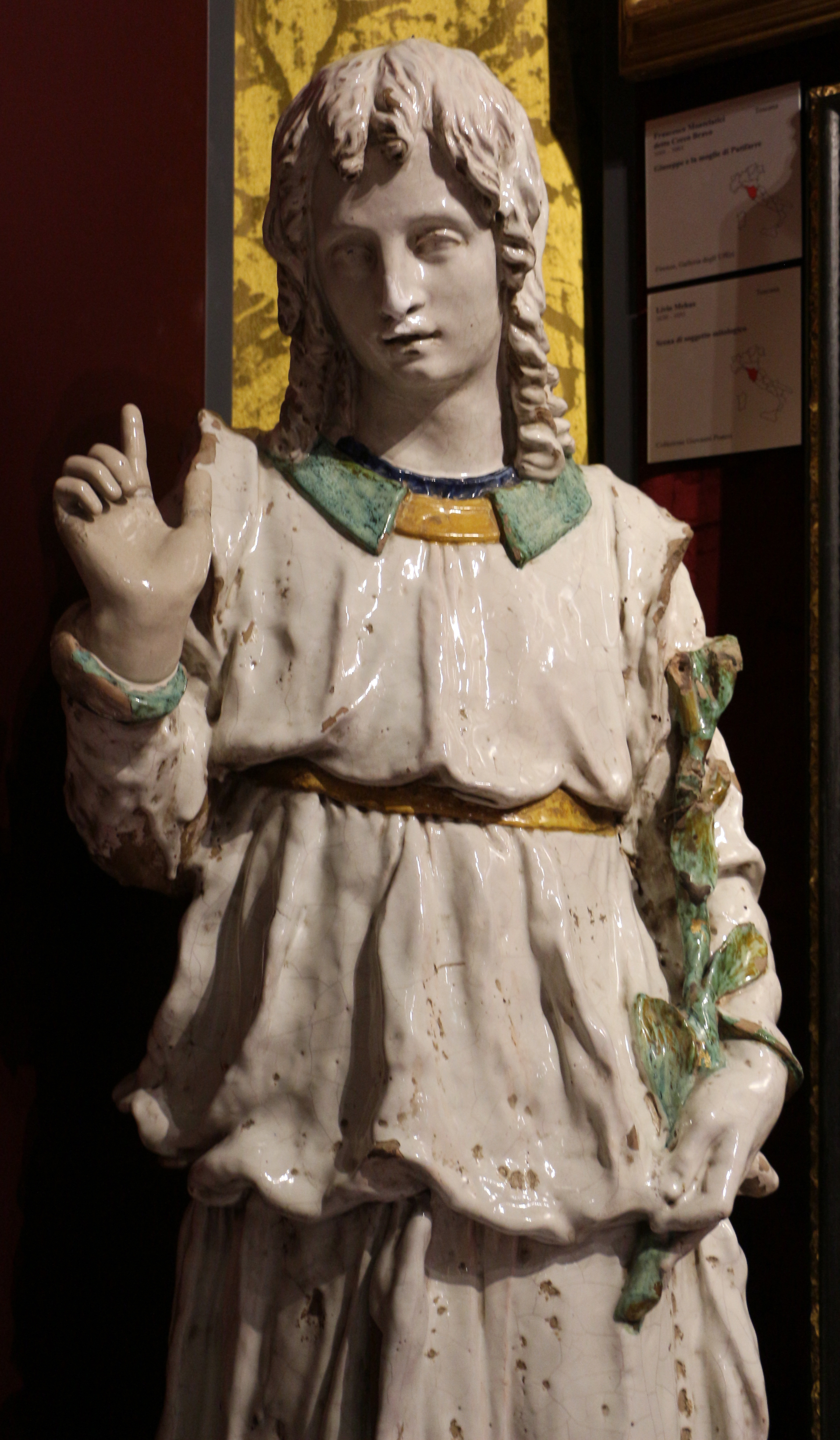
détail de l’Annonciation de Sansovino, église-musée de la Miséricorde, Lucignano
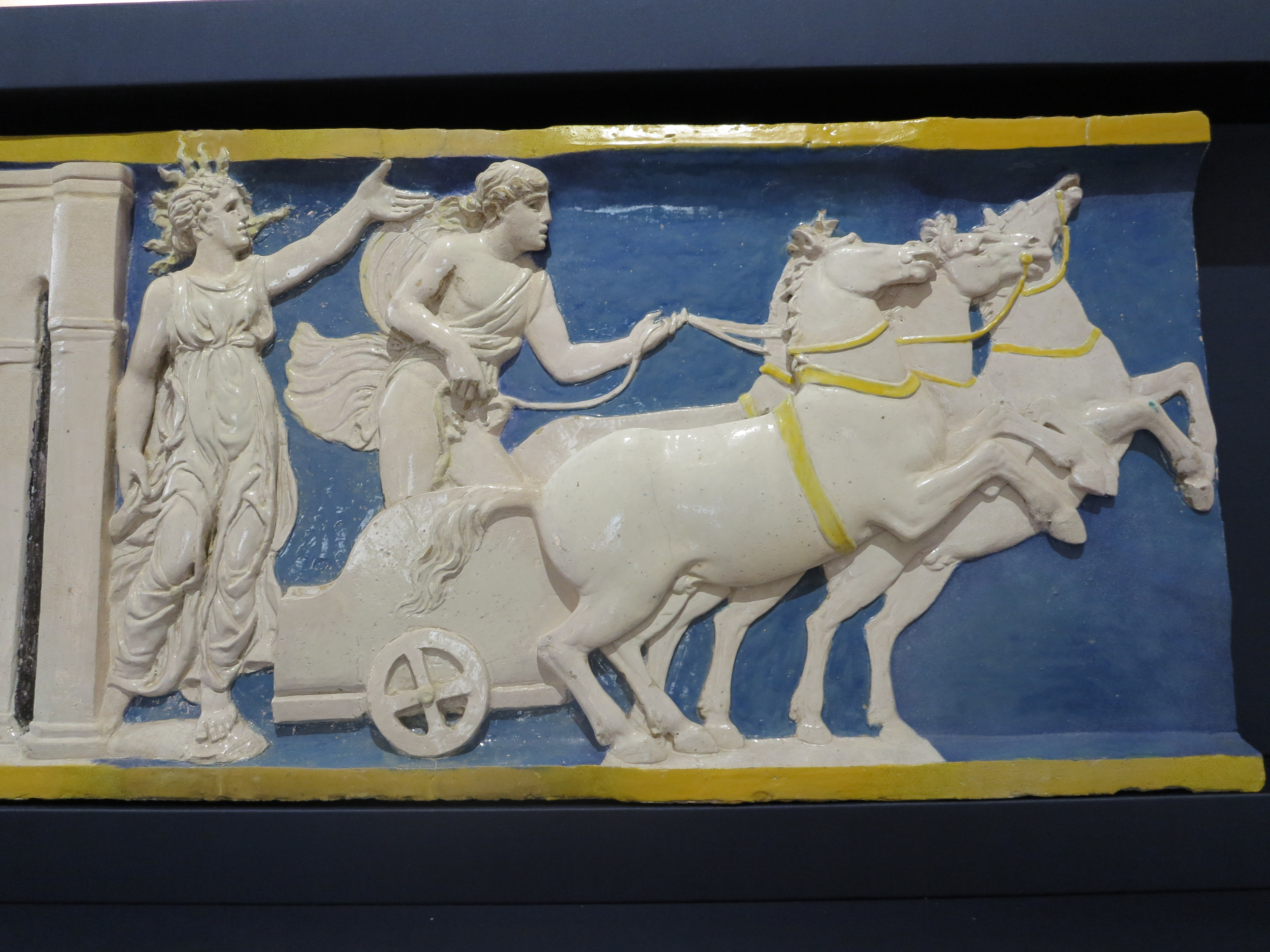
Détail de la Frise de Poggio A Caiano
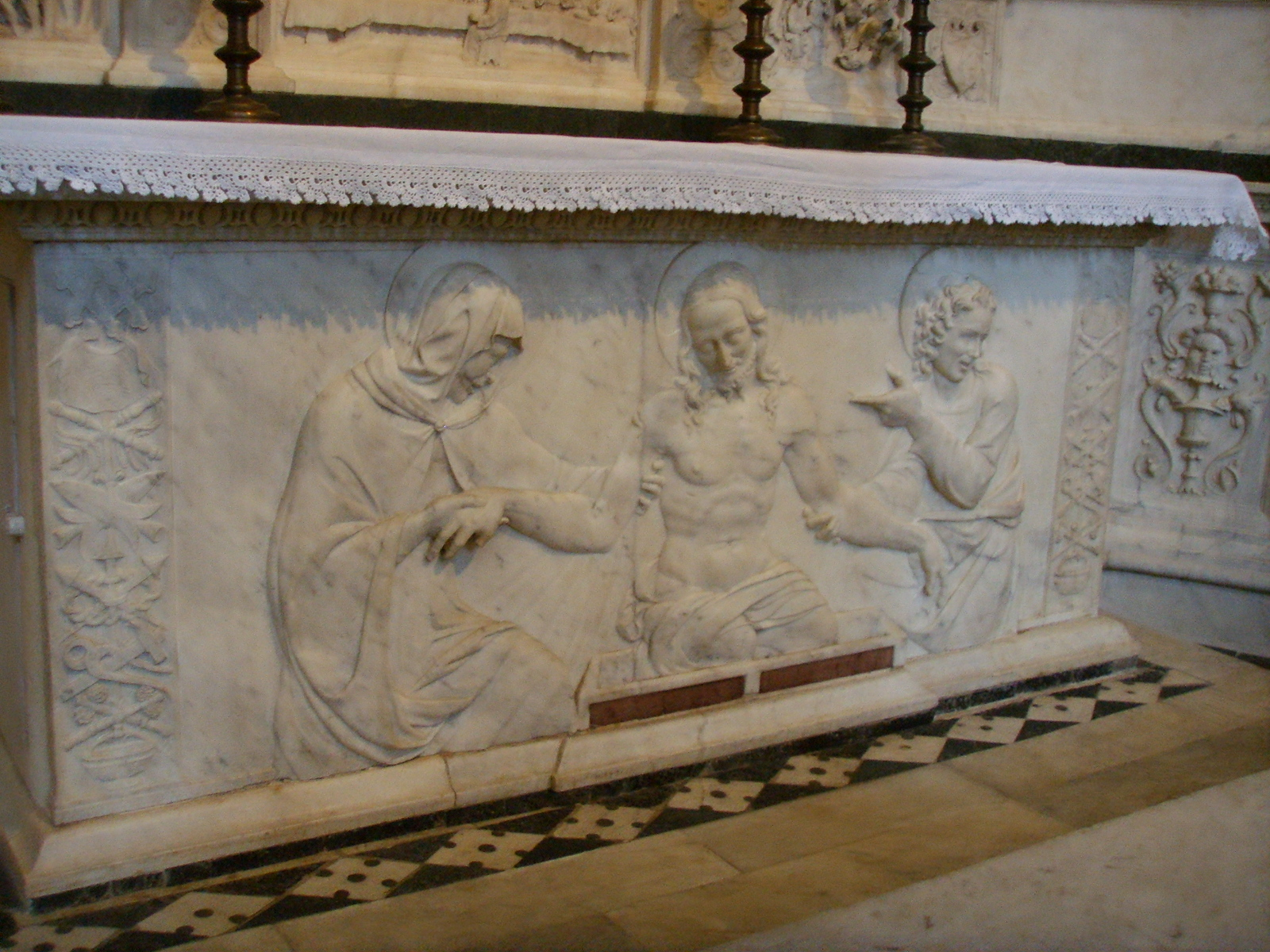
Autel du sacrement, 1490 église Santo Spirito, Florence